# The New Saints of Oswestry Town & Llansantffraid Football Club 2011-2012
Questa voce raccoglie le informazioni riguardanti il The New Saints of Oswestry Town & Llansantffraid Football Club nelle competizioni ufficiali della stagione 2011-2012. 

## Rosa
| N. |                        | Ruolo | Calciatore        |
| -- | ---------------------- | ----- | ----------------- |
| -  | Inghilterra (bandiera) | P     | Paul Harrison     |
| -  | Galles (bandiera)      | P     | Alex Ramsey       |
| -  | Inghilterra (bandiera) | D     | Phil Baker        |
| -  | Galles (bandiera)      | D     | Steve Evans       |
| -  | Inghilterra (bandiera) | D     | Marcus Giglio     |
| -  | Galles (bandiera)      | D     | Chris Marriott    |
| -  | Galles (bandiera)      | D     | Connell Rawlinson |
| -  | Galles (bandiera)      | D     | Simon Spender     |
| -  | Galles (bandiera)      | C     | Aeron Edwards     |
| -  | Inghilterra (bandiera) | C     | Sam Finley        |
| -  | Inghilterra (bandiera) | C     | Ryan Fraughan     |

| N. |                          | Ruolo | Calciatore          |
| -- | ------------------------ | ----- | ------------------- |
| -  | Inghilterra (bandiera)   | C     | Barry Hogan         |
| -  | Galles (bandiera)        | C     | Craig Jones         |
| -  | Galles (bandiera)        | C     | Tom Roberts         |
| -  | Galles (bandiera)        | C     | Scott Ruscoe        |
| -  | Inghilterra (bandiera)   | C     | Christian Seargeant |
| -  | Galles (bandiera)        | C     | Nicky Ward          |
| -  | Inghilterra (bandiera)   | C     | Chris Williams      |
| -  | Nuova Zelanda (bandiera) | A     | Greg Draper         |
| -  | Galles (bandiera)        | A     | Charlie Proctor     |
| -  | Galles (bandiera)        | A     | Alex Darlington     |
| -  | Galles (bandiera)        | A     | Matthew Williams    |